# Хипогеум Хал Сафлијени
Хипогеум Хал Сафлијени је подземна праисторијска мегалитска грађевина (хипогеум, грчки за "подземље") из око 3000—2500. п. н. е. (неолитска Сафлијени култура) на Паоли (Малта). Он је једини праисторијски подземни храм на свету, касније и некропола, због чега је уписан на УНЕСКО-в списак места Светске баштине у Европи 1980. године.

## Одлике
Подземно светилиште има три нивоа и има површину од око 500 м². Први и најстарији (3600—3300. п. н. е.) је сличан гробницама Xемxија где су неке природне пећине вештачки проширене. Ту спронађени посмртни остаци око 7,000 особа.
Други ниво (3300—3000. п. н. е.) је величанствена мрежа просторија попут тзв. "Велике собе" која је неправилног кружног облика с трилитонским порталима од којих су неки слепи улази, а други улази у друге просторије. Зидови су прекривени окером, а ту су пронађене и многе фигурице од којих је најславнија "Успавана дама". Просторија "Пророчиште" је пространа соба с глатким зидовима на којима су уклесани богати геометријски украси, а знаменита је и по снажној акустици.
На трећем нивоу (3150—2500. п. н. е.), 10,6 м дубине, налазе се просторије које су највјеројатније служиле као силоси за жито.

## Историја
Хипогеум у Хал-Сафлијени је откривен случајно 1902. године када су радници пробили његов кров при радовима на изградњи цистерне за стамбено насеље. Истраживање локалитета је поверено исусовцу Мануелу Магрију који је управљао археолошким ископавањима у име Музејског комитета, а након његове смрти 1907. године наставио их је археолог Теми Замит.
Од 1992. до 1996. године улаз у хипогеум је био затворен због рестаураторских радова, а од његовог поновног отворења улаз је дозвољен за само 80 посетиоца дневно, а на улазнице се чека и по две до три недеље.